# 竜華駅 (深圳市)

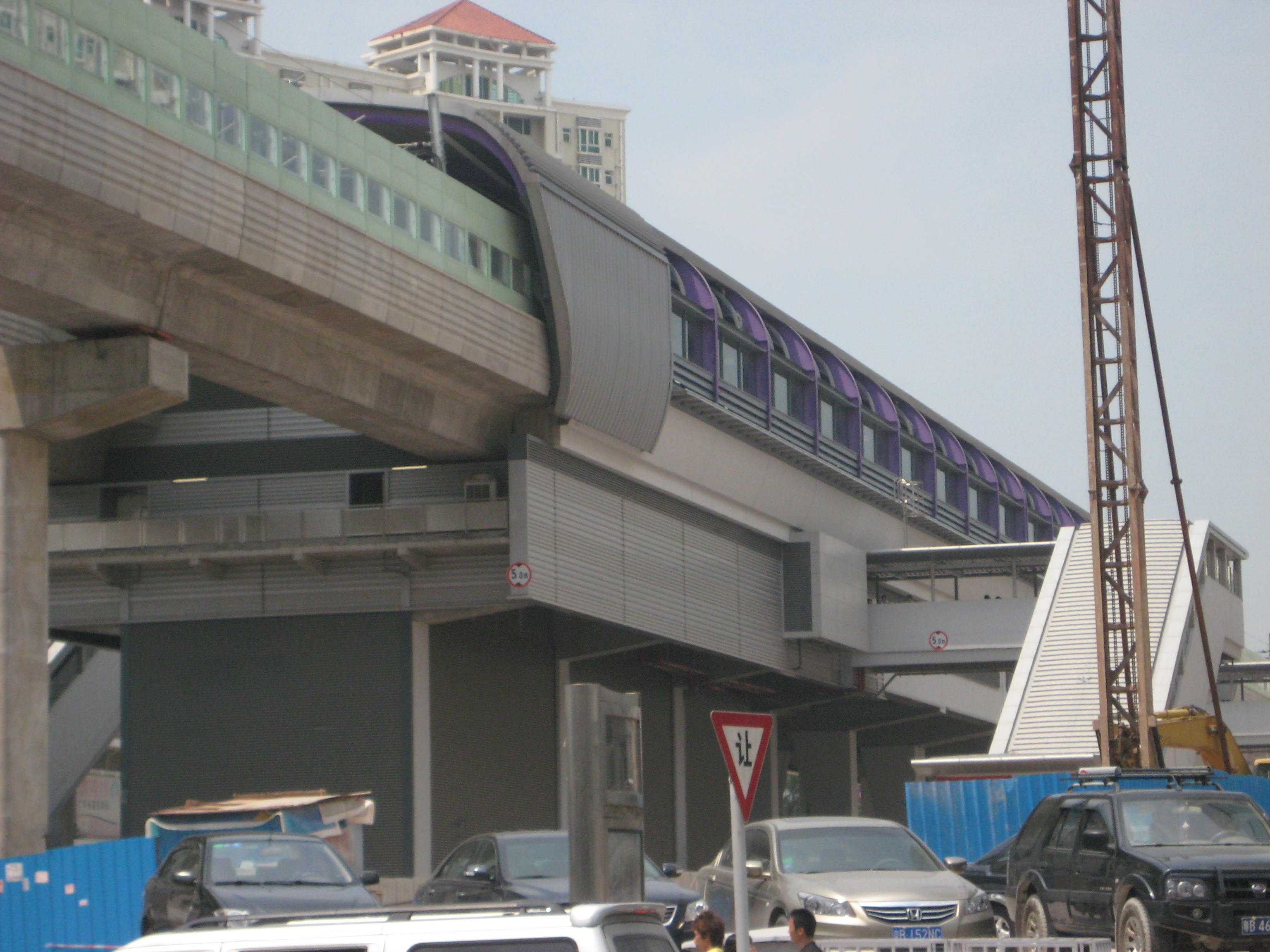
竜華駅外見

龍華駅（りゅうか-えき）は中華人民共和国深圳市龍華区に位置する龍華線の駅。

## 駅構造
- 島式ホーム2面2線の地上駅。

| 龍華線ホーム (U3F) | ←■龍華線 清湖方面     |
| 龍華線ホーム (U3F) | 島式ホーム            |
| 龍華線ホーム (U3F) | ■龍華線 福田口岸方面→ |

## 歴史
- 2011年6月16日 - 開業。

## 隣の駅
深圳地下鉄
■竜華線
清湖駅 - 龍華駅 - 龍勝駅